# Дрезден
Дрезден (нім. Dresden, в-луж. і н-луж. Drježdźany від ст-луж. Drežďany, чеськ. Drážďany, пол. Drezno) — місто в Німеччині, адміністративний центр землі Саксонія. Населення міста становить 556 227 осіб. Один із найбільших центрів промисловості, транспорту, науки та культури Німеччини. За мальовниче розташування в долині Ельби й багатство мистецьких збірок місто часто називають Флоренцією на Ельбі.

## Географія
Місто розміщене на відстані 200 км на південь від Берліна на річці Ельба у Дрезденській долині. З заходу та південного заходу місто обмежене Рудними горами, з півдня та сходу Ельбськими пісковиковими горами, зі сходу та північного сходу Лужицькою височиною.

## Історія
Назва має слов'янський корінь і походить від слова drježdźany зі старосерболужицької мови, тобто позначає людей із заболоченої місцевості чи плавнів.
Уперше Дрезден документально згадується в 1206 році у зв'язку із судовим розглядом між Майсеновською церквою і графом фон Дона через спірні території (Acta sunt hec dresdene). Як місто, вже в іншому документі, Дрезден згадується в 1216 рік (Acta sunt hec… in civitate nostra dresdene).
З 1270 року Дрезден став столицею Майсенського маркграфства і був нею аж до об'єднання маркграфства і Саксонського курфюрства в 1422 році. У 1485 році відбувся Лейпцизький розділ об'єднаної держави, у результаті якого Дрезден знову став столицею Майсенського маркграфства, причому маркграфи Майсенські отримали титул герцогів Саксонських.
У 1547 році Саксонське курфюрство було знову приєднано до Майсена, і Дрезден став його столицею. Найбільшого розквіту Саксонія (і Дрезден, як її столиця) досягла на початку XVIII століття при Августі Сильному, який витягував величезні доходи з управління Річчю Посполитою. При ньому працями Пеппельмана та інших придворних майстрів центр Дрездена набув знайомого вигляду в стилі бароко.

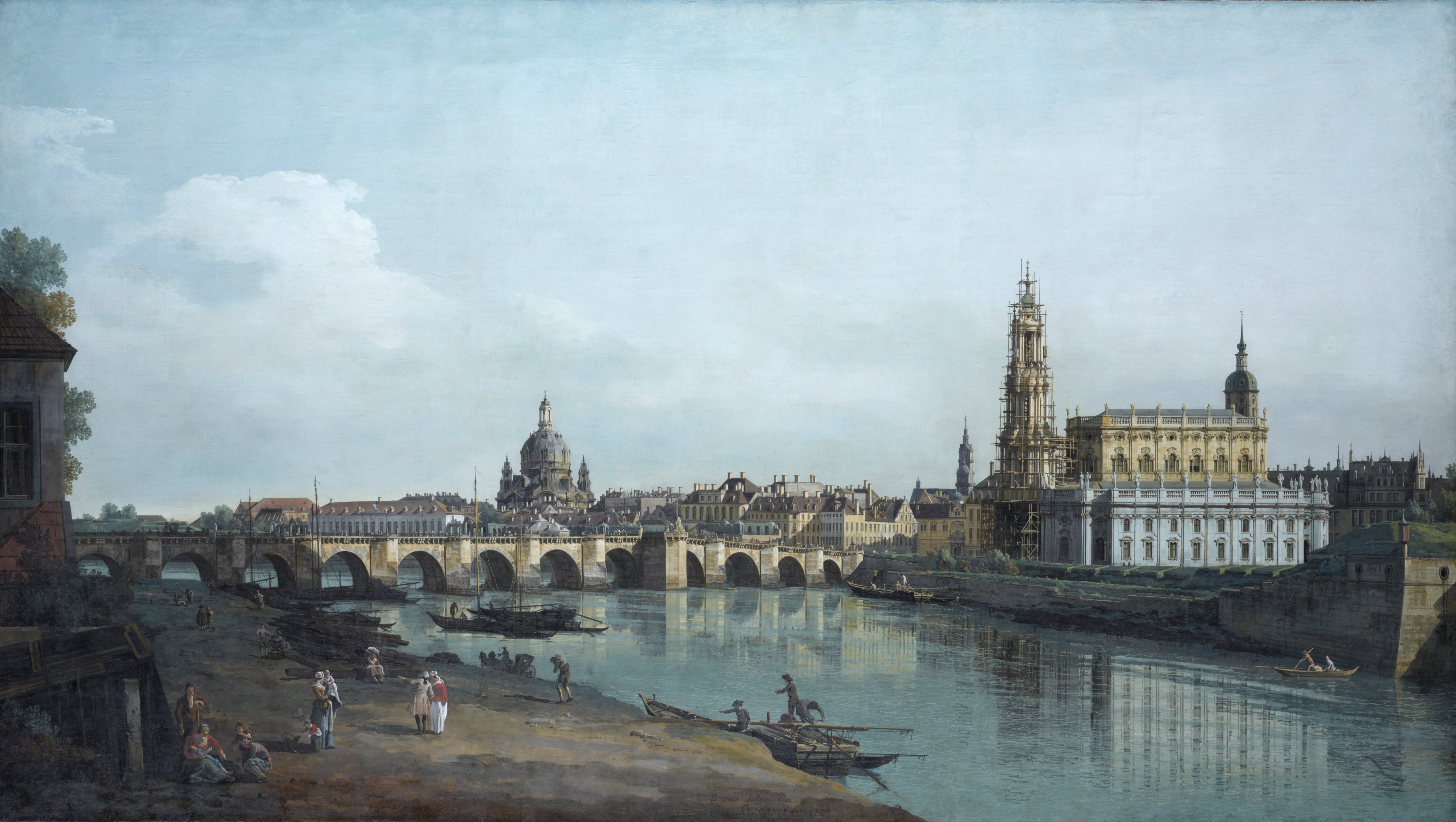
Дрезден на одній із ведут молодшого Каналетто, який в 1740-ві рр. працював при дворі місцевого курфюрста.

У XVIII столітті Саксонське курфюрство претендувала на провідну роль серед німецьких князівств і вела постійні війни з Пруссією. Під час Семирічної війни Дрезден був захоплений і довгий час утримувався військами прусського короля Фрідріха II. Ця окупація завдала великої шкоди місту, зокрема в 1760 році була зруйнована церква Кройцкірхе.
26—27 серпня 1813 року в ході Шостої коаліційної війни біля міста відбулась велика Дрезденська битва між французькою армією під командуванням Наполеона I й Богемською армією союзників під командуванням Карла Шварценберга. У результаті наполеонівських війн Саксонія зазнала величезних територіальних втрат, значення Дрездена в політичних справах Європи знизилося, але він як і раніше вважався одним із найбільших культурних центрів.
Під час революції 1849 року повсталі городяни на чолі з С. Борном і М. Бакуніним вигнали з Дрездена короля, який зміг повернути собі владу, закликавши на допомогу прусського короля.

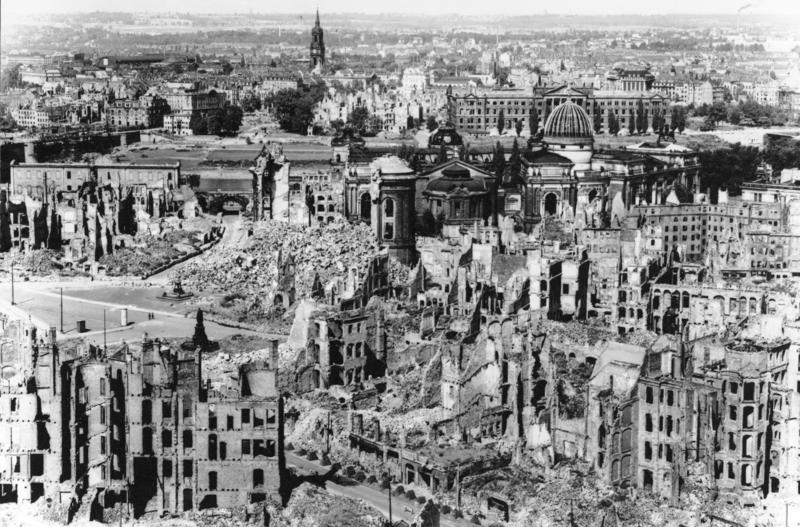
Дрезден після англо-американських бомбардувань

У кінці Другої світової війни Дрезден було піддано великомасштабному бомбардуванню. З 13 по 14 лютого 1945 року центр міста був повністю зруйнований у результаті серії ударів англійської і американської авіації. У цей час Дрезден був переповнений біженцями, що намагалися врятуватися від бойових дій Східного фронту, серед яких було багато жінок і дітей. По ряду причин місто практично не було захищено зенітними гарматами, а авіація ППО не змогла злетіти. Число жертв становить від 100 до 200 тисяч людей (деякі джерела повідомляють про ще більше їх число), більшість із яких загинуло в результаті виниклого вогняного смерчу. Серйозно постраждав дрезденський замок-резиденція, Цвінгер і Опера Земпера були практично зруйновані, трохи пізніше обвалився купол Фрауенкірхе. Одним із небагатьох, хто вижив у цьому бомбардуванні, став американський письменник Курт Воннегут, який згодом написав знаменитий роман «Бійня номер п'ять», що розповідає про ці події.
Після війни руїни палаців, церков, історичних будівель були обережно розібрані, всі фрагменти описані й вивезені за місто. Решту руїн було просто знесено. На місці міста фактично утворився величезний порожній майданчик.
У новітні часи Дрезден як центр східної землі Саксонія має популярність у праворадикальних сил. Саме у Дрездені у 2014 році було засновано антиісламський рух PEGIDA. Довгий час у XXI сторіччі Дрезден був оплотом Національно-демократичної партії Німеччини, а з 2013 року популярність набирала Альтернатива для Німеччини. Так, 2 листопада 2019 року у місті навіть оголосили Nazinotstand — «нацистську надзвичайну ситуацію».

## Культура та туризм
Дрезден — це місто мистецтва і культури. До 2009 року Дрезденська долина Ельби входила до списку світової культурної спадщини ЮНЕСКО. У місті розмішені всесвітньо відомі зібрання предметів мистецтва — Галерея старих майстрів та колекція коштовностей «Зелене склепіння». Дрезден — одне з найвідвідуваніших туристами міст Німеччини (8 млн у 2009 році). Велика кількість масових заходів, які щорічно відбуваються у Дрездені, приваблюють безліч туристів як із Німеччини, так і з усього світу. Серед іноземних туристів, які відвідують Дрезден, лідирують за чисельністю американці, італійці та росіяни.
Для туристів особливо приємним є зелений вигляд міста. Його площа на 63 відсотки покрита лісами і парками. Поблизу центру міста є великий парк «Ґросер Ґартен», який має площу 1,8 км². На території цього парку розташовуються зоопарк, ботанічний сад та дитяча залізниця. З північно-східної сторони місто оточене лісами «Дрезднер Гайде».
Молодіжне культурне життя зосереджене в районі Дрезден-Нойштадт, у якому розміщуються безліч нічних клубів, галерей, ресторанів, барів і кафе. У 1990—1993 частина Нойштадт була місцем «різнобарвної Республіки Нойштадт», самопроголошеної молодіжної мікронації.
На території технічного університету Дрездена, на півдні міста, розташована Саксонська державна бібліотека. Вона виникла в 1996 році й належить до найбільших бібліотек Німеччини. У ній перебуває німецька фототека.

### Визначні пам'ятки та музеї
- Міст Августа
- Палац-резиденція
- Придворна церква
- Театральна площа
- Земпер-опера
- Цвінгер
- Зелене склепіння

Гофкірхе і сторожова вежа палацу-резиденції. Альтштадт (Старе місто)

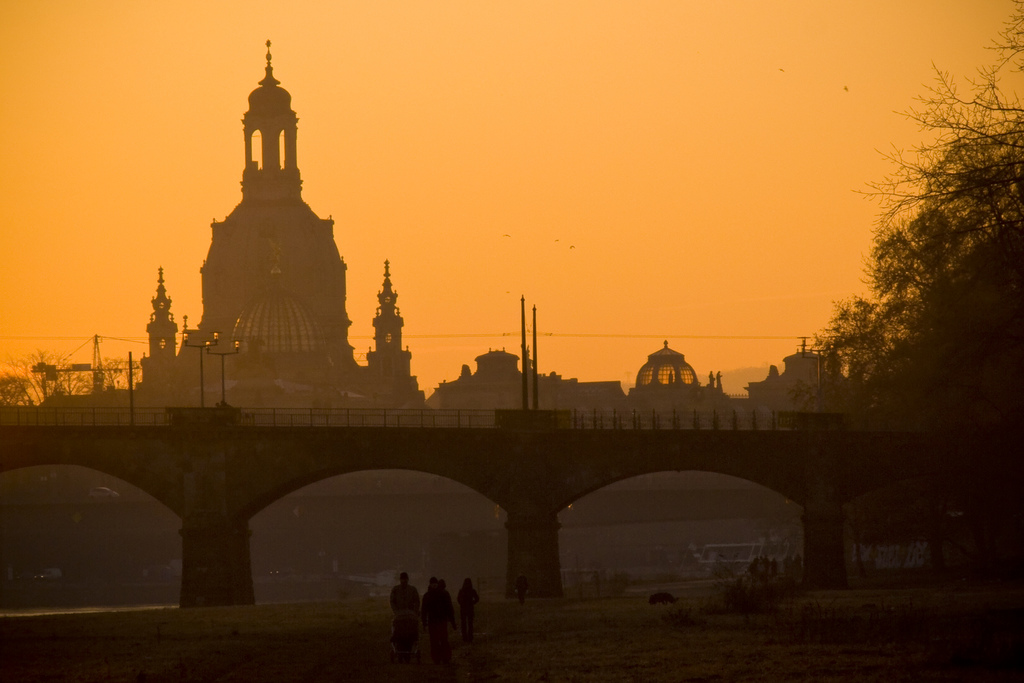
Фрауенкірхе (Дрезден)

- Ташенбергський палац і Холерний водограй
- Монетний кабінет (Дрезден)
- Старий ринок (Альтмаркт)
- Нова ратуша
- Заміська вілла
- Альбертінум
- Новий ринок (Ноймаркт)
- Палац Козель
- Церква Богородиці (Фрауенкірхе)
- «Хода князів»
- Тераса Брюля
- Синагога
- Пам'ятник Моріца
- Золотий вершник
- Церква Трьох Волхвів
- Церква Преподобного Симеона Дивногорця
- Площа Альбертплац
- Художній пасаж
- Молочна крамниця Пфунда
- Японський палац
- Єгергоф
- Єнідце
- Внутрішні католицький цвинтар
- Музей гігієни
- Дрезденська картинна галерея
- Музей порцеляни
- Воєнно-історичний музей
- Технічні колекції Дрездена
- Музей транспорту
- Дрезденський зоологічний музей

### Околиці
Околиці Дрездена приваблюють безліч туристів:
- Майсен — старовинний замок і порцелянова мануфактура епохи Відродження, що і сьогодні виробляє порцелянові вироби, що високо цінуються. У мануфактурі розташований великий музей, у якому можна познайомитися з виробами фабрики та основами виробництва.
- Саксонська Швейцарія — масив пісковикових гір, національний парк із прекрасними видами
- Фортеця Кенігштайн — велика фортеця епохи Відродження
- Замок Моріцбург — мисливський замок короля Августа Сильного, у якому. між іншим знімався фільм-казка «Три горішки для Попелюшки».
- Фрайберг — старовинне місто гірників із добре збереженою середньовічною забудовою.
- Бауцен — старовинне місто з добре збереженою фортецею, столиця верхньолужицьких слов'ян.
- Радебойль — місто за 2 км від Дрездена, завдяки своїм багатим віллам відоме також як Саксонська Ніцца. У Радебойлі розміщені також Замок Вакербарт та численні виноградники.
- Рудні гори — численні місця для піших походів і гірськолижного спорту.
- Численні замки й фортеці, наприклад Замок Везенштайн, Фортеця Штольпен.

Зручне географічне положення Дрездена дозволяє використовувати його як відправну точку для туристичних поїздок в інші міста (як-от Берлін, Лейпциг, Герліц, Прага), які розташовані лише за 1—2 години їзди на поїзді або автомобілі.

### Регулярні культурні заходи
- Травень (10 днів) — Діксіленд[de], міжнародний фестиваль джазової та блюзової музики
- Серпень (3 дні) — день міста
- Грудень (1,5 місяця — з кінця листопада до 24 грудня) — Striezelmarkt, найстаріший у Німеччині і один із найвідоміших у Європі різдвяний ринок.

### Торгівля

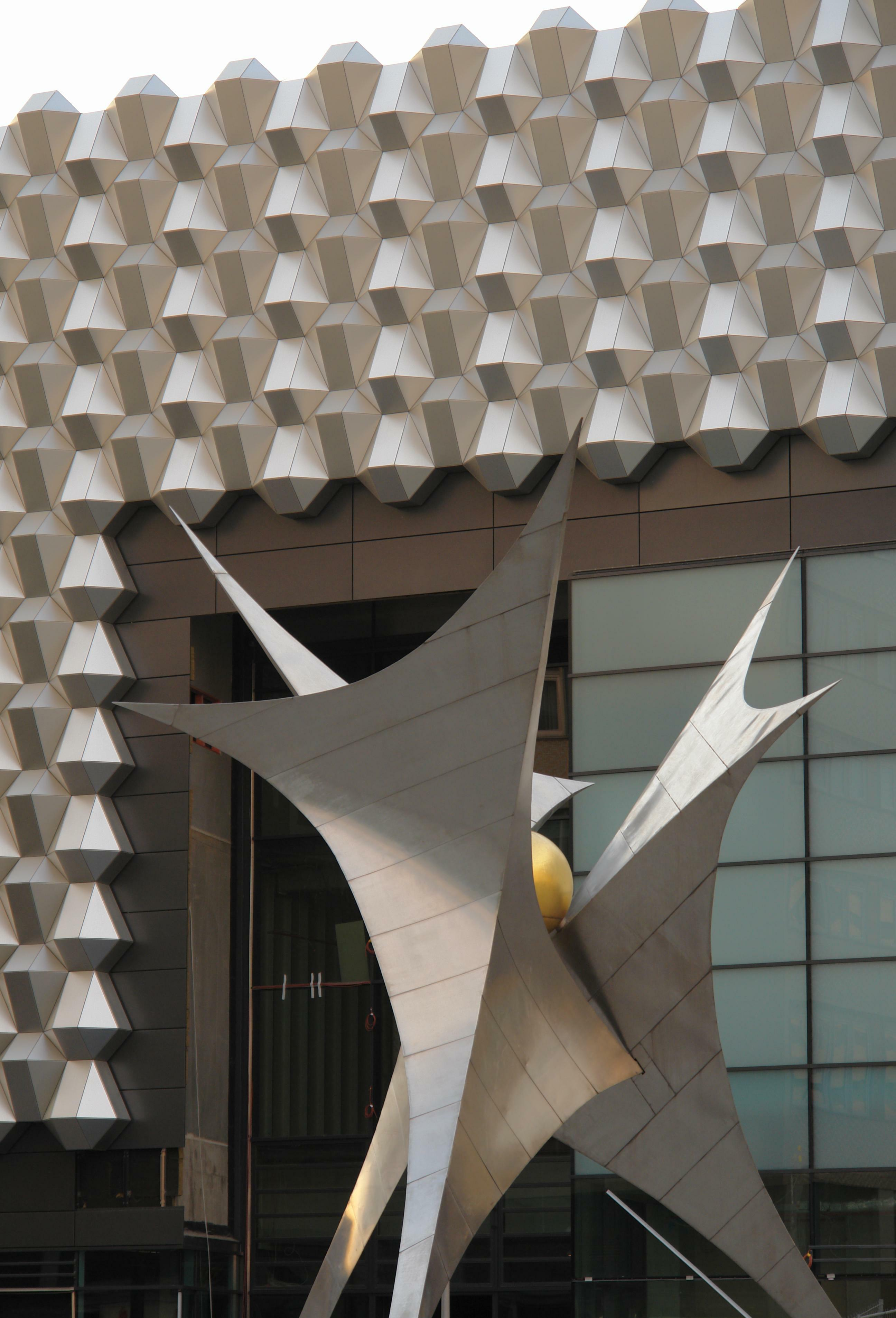
Centrum Galerie

В останні роки в центрі Дрездена відкрилося відразу кілька найбільших торгових центрів (Zentrum Galerie, Altmarkt-Galerie, Neumarkt-Galerie, Prager Strasse) із великою кількістю магазинів і бутиків різної цінової категорії. Завдяки цьому Дрезден став центром роздрібної торгівлі не тільки Саксонії, а й сусідніх Чехії та Польщі, а також інших країн Європи.

## Вищі навчальні заклади
- Дрезденський технічний університет (TU Dresden). Заснований у 1828 році. Є найстарішим закладом академічної технічної освіти в Німеччині. Зараз налічує приблизно 35 000 студентів. Постійний науковий штат становить близько 4200 співробітників, із них 419 професорів. На сьогодні є найбільшим університетом Саксонії. Складається з чотирнадцяти факультетів[26].
- Дрезденська Вища школа музики імені Карла Марії фон Вебера. Заснована 1856 року, близько 600 студентів[27].
- Дрезденська академія образотворчих мистецтв. Заснована 1764 року, 600 студентів[28].
- Університет прикладних наук Дрездена. Заснований 1992 року, близько 5000 студентів[29].

## Науково-дослідні заклади
Дрезден є потужним науково-дослідним центром. Тут розташовані понад два десятка різноманітних інститутів від найвідоміших і найважливіших наукових товариств Німеччини: більше десятка від Товариства імені Фраунгофера, 3 інститути Товариства імені Макса Планка та 4 інститути, що належать до Наукового товариства імені Лейбніца та Товариства імені Гельмгольца.

## Транспорт

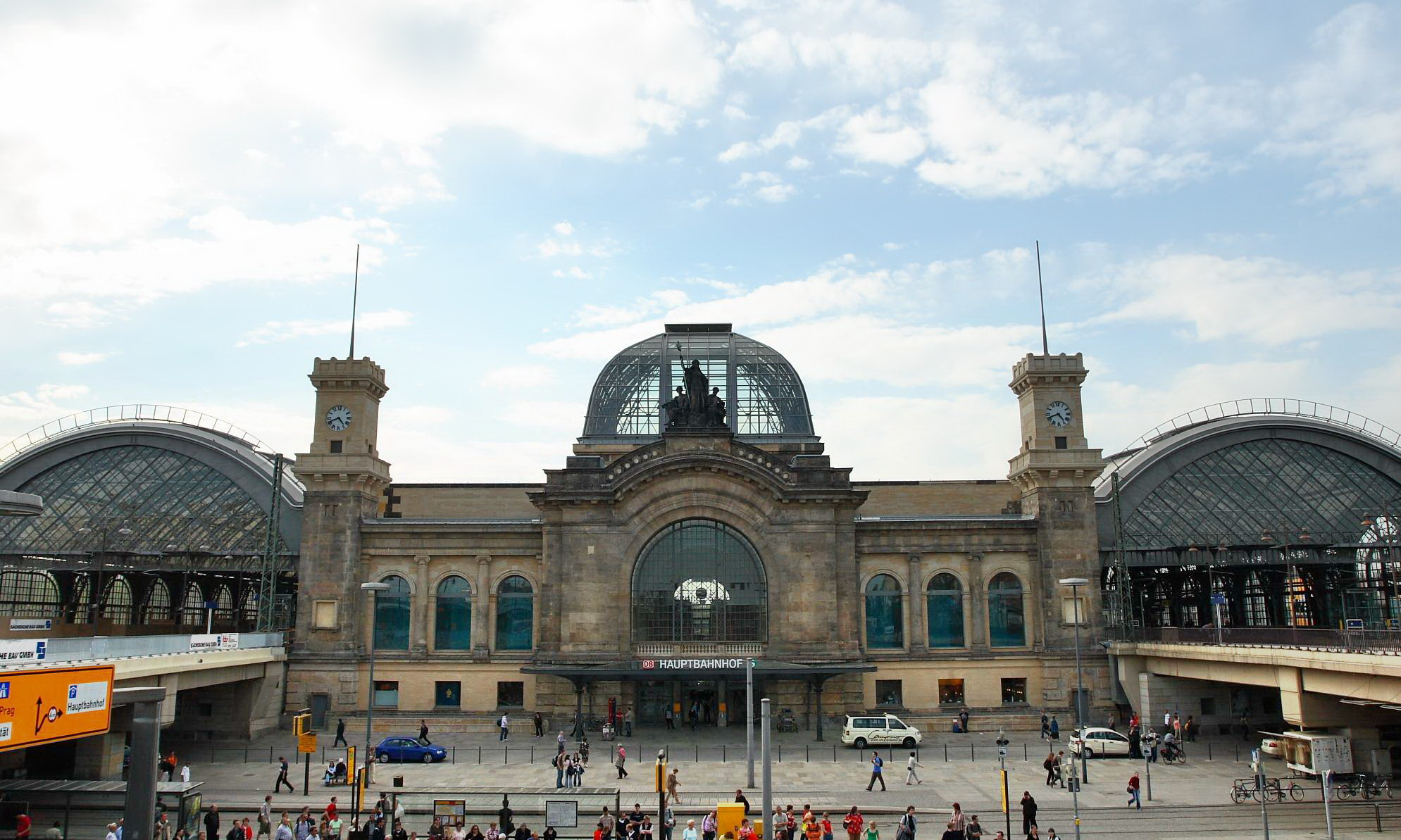
Залізничний вокзал Дрезден-Хауптбанхоф є головним міжміським транспортним вузлом

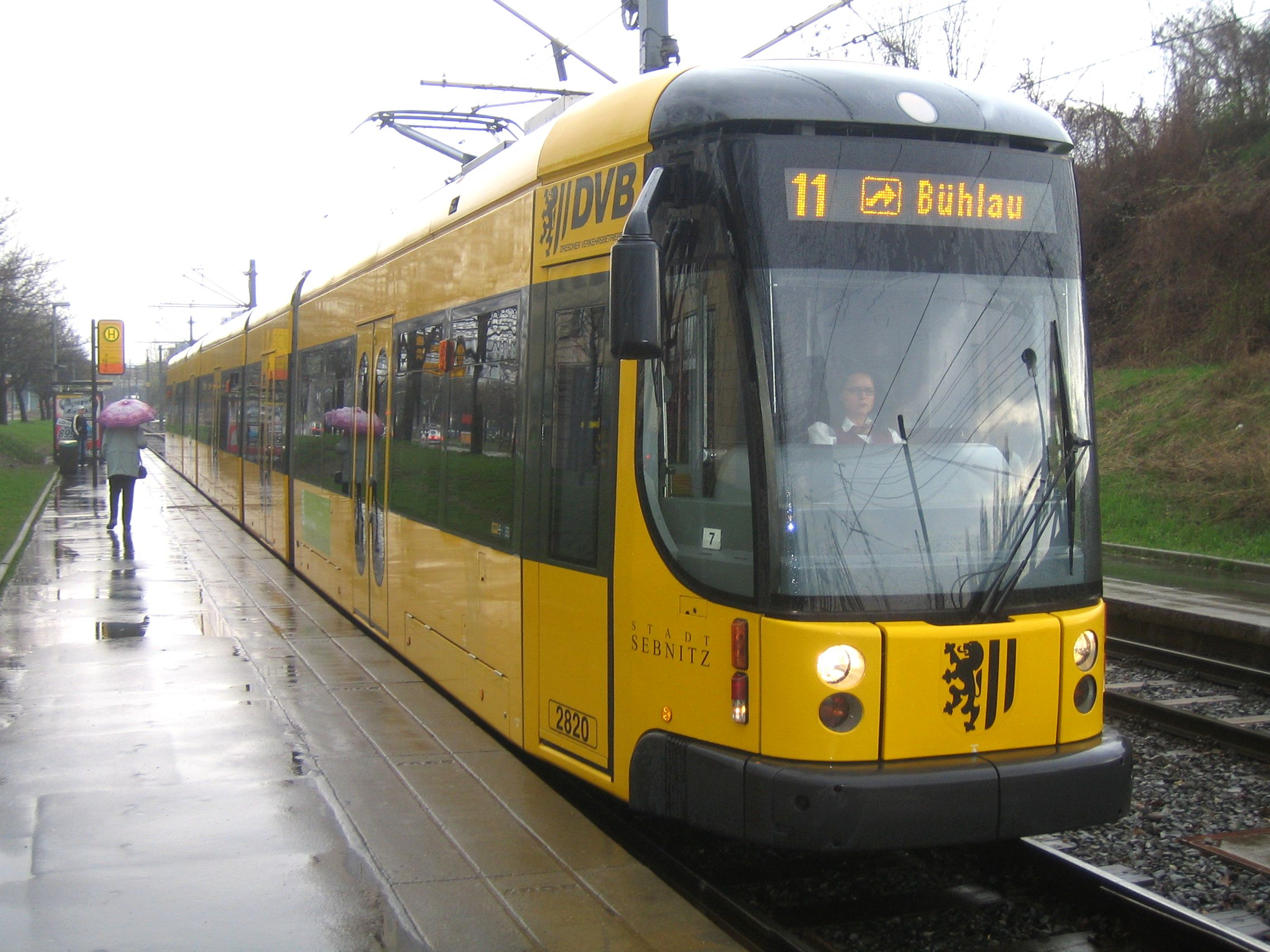
Найдовші трамваї в Дрездені встановили рекорд довжини

Автомагістраль A4(E40) перетинає Дрезден на північному заході із заходу на схід. Автомагістраль A17 відгалужується від А4 та повертає на південний схід. У Дрездені вона починає перетинати Рудні гори в напрямку Праги. Автомагістраль A13 починається з розв'язки «Дрезден-Норд» і прямує до Берліна. Автомагістралі A13 і A17 розташовані на автошляху E55.
У мережі залізниць Дрездена є два основних міжміських транзитних вузлів: залізничний вокзал Дрезден-Хауптбанхоф і залізничний вокзал Дрезден-Нойштадт. Найважливіші залізничні лінії прямують у Берлін, Прагу, Лейпциг і Хемніц. Система приміських поїздів (Дрезденський S-Bahn) працює на трьох лініях уздовж маршрутів далекого прямування.
Міжнародний аеропорт Дрездена розташований на північно-західній околиці міста.
Дрезден має велику трамвайну мережу, якою керує компанія «Dresdner Verkehrsbetriebe», муніципальна транспортна компанія. Оскільки геологічні умови не дозволяють будувати підземні залізниці, трамвай є важливою формою громадського транспорту. Транспортна компанія експлуатує дванадцять ліній довжиною 200 км. Велика кількість нових низькопідлогових транспортних засобів має довжину до 45 метрів і виробляється компанією «Bombardier Transportation» у Бауцені.
Райони Лошвіц і Вайссер-Хірш з'єднані фунікулером, який перевозить пасажирів з 1895 року.
З 6 травня 1901 року в місті діє Дрезденська підвісна дорога.

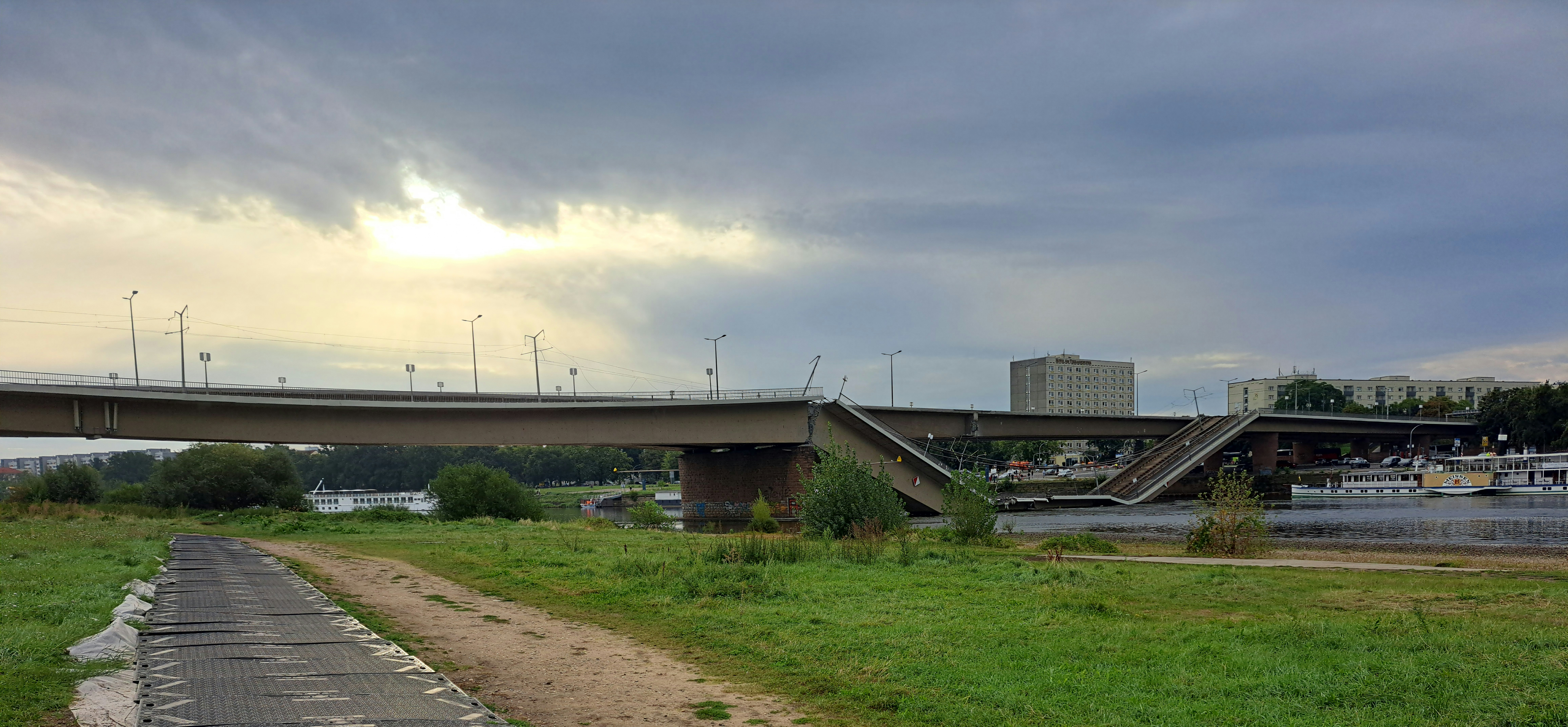
Часткове обвалення мосту Каролабрюкке (11 вересня 2024)

11 вересня 2024 року, близько 03:00 за місцевим часом, стався частковий обвал мосту. За 18 хвилин до цього проїхав останній трамвай. Зруйнованим прольотом проходила магістральна теплотраса, яка, відповідно, теж зазнала пошкоджень. Вважається, що обвал міг ставится через критичну корозію арматури. Міст був побудований наприкінці 1960-х років із попередньо напруженого залізобетону і складається з трьох паралельних конструкцій, яким здійснювався автомобільний та трамвайний рух. Обидві автомобільні частини мосту пройшли капітальний ремонт у 2021 та 2024 роках відповідно, а трамвайну частину, яка і обвалилася, планувалося поставити на капітальний ремонт у 2025 році.

## Клімат
Як і багато інших міст на сході Німеччини, Дрезден має морський клімат (Cfb за класифікацією кліматів Кеппена), зі значним континентальним впливом через своє віддалене від моря розташування. Літо тепле, середня температура в липні — 19,0 °C. Зими трохи холодніші, ніж у середньому по Німеччині, середня температура січнева температура — 0,1 °C. Найсухіші місяці — лютий, березень і квітень з опадами близько 40 мм. Найвологіші місяці — липень і серпень, понад 80 мм опадів на місяць.
Мікроклімат у долині Ельби відрізняється від мікроклімату в горах і передгір'ях. Метеостанція Дрездена розташована в районі Клоцше, на висоті 227 метрів над рівнем моря, температура повітря в Клоцше на 1—3 °C нижче, ніж у центрі міста на висоті 112 метрів над рівнем моря.
| Клімат Дрездена (1981–2010, екстремуми 1967-2013) | Клімат Дрездена (1981–2010, екстремуми 1967-2013) | Клімат Дрездена (1981–2010, екстремуми 1967-2013) | Клімат Дрездена (1981–2010, екстремуми 1967-2013) | Клімат Дрездена (1981–2010, екстремуми 1967-2013) | Клімат Дрездена (1981–2010, екстремуми 1967-2013) | Клімат Дрездена (1981–2010, екстремуми 1967-2013) | Клімат Дрездена (1981–2010, екстремуми 1967-2013) | Клімат Дрездена (1981–2010, екстремуми 1967-2013) | Клімат Дрездена (1981–2010, екстремуми 1967-2013) | Клімат Дрездена (1981–2010, екстремуми 1967-2013) | Клімат Дрездена (1981–2010, екстремуми 1967-2013) | Клімат Дрездена (1981–2010, екстремуми 1967-2013) | Клімат Дрездена (1981–2010, екстремуми 1967-2013) |
| Показник                                          | Січ.                                              | Лют.                                              | Бер.                                              | Квіт.                                             | Трав.                                             | Черв.                                             | Лип.                                              | Серп.                                             | Вер.                                              | Жовт.                                             | Лист.                                             | Груд.                                             | Рік                                               |
| Абсолютний максимум, °C                           | 16,2                                              | 19,7                                              | 24,4                                              | 29,5                                              | 31,3                                              | 35,3                                              | 36,4                                              | 37,3                                              | 32,3                                              | 27,1                                              | 19,1                                              | 16,4                                              | 37,3                                              |
| Середній максимум, °C                             | 2,7                                               | 3,9                                               | 8,3                                               | 13,7                                              | 18,9                                              | 21,5                                              | 24,2                                              | 23,8                                              | 18,9                                              | 13,6                                              | 7,2                                               | 3,5                                               | 13,3                                              |
| Середня температура, °C                           | 0,1                                               | 0,9                                               | 4,5                                               | 9,0                                               | 14,0                                              | 16,7                                              | 19,0                                              | 18,6                                              | 14,3                                              | 9,8                                               | 4,5                                               | 1,1                                               | 9,4                                               |
| Середній мінімум, °C                              | −2,4                                              | −1,9                                              | 1,2                                               | 4,4                                               | 8,9                                               | 11,9                                              | 14,0                                              | 13,9                                              | 10,4                                              | 6,5                                               | 2,1                                               | −1,2                                              | 5,7                                               |
| Абсолютний мінімум, °C                            | −25,3                                             | −23                                               | −16,5                                             | −6,3                                              | −3,4                                              | 1,2                                               | 6,7                                               | 5,4                                               | 1,4                                               | −6                                                | −13,2                                             | −21                                               | −25,3                                             |
| Середня кількість сонячних годин на місяць        | 62,1                                              | 77,8                                              | 118,2                                             | 170,7                                             | 218,7                                             | 202,3                                             | 222,6                                             | 212,9                                             | 152,0                                             | 122,4                                             | 64,5                                              | 55,1                                              | 1679,37                                           |
| Норма опадів, мм                                  | 46.5                                              | 34.6                                              | 43.2                                              | 41.2                                              | 64.8                                              | 64.6                                              | 87.4                                              | 83.0                                              | 50.2                                              | 42.5                                              | 53.9                                              | 52.1                                              | 664.03                                            |
| ------------------------------------------------- | ------------------------------------------------- | ------------------------------------------------- | ------------------------------------------------- | ------------------------------------------------- | ------------------------------------------------- | ------------------------------------------------- | ------------------------------------------------- | ------------------------------------------------- | ------------------------------------------------- | ------------------------------------------------- | ------------------------------------------------- | ------------------------------------------------- | ------------------------------------------------- |
| Джерело: Deutscher Wetterdienst                   |                                                   |                                                   |                                                   |                                                   |                                                   |                                                   |                                                   |                                                   |                                                   |                                                   |                                                   |                                                   |                                                   |

## Відомі жителі Дрездена
- Віра Вовк — українська письменниця, літературознавець, перекладач; навчалася тут;
- Альфред Геттнер — німецький географ
- Грюнбайн Дурс — німецький поет
- Євтушенко Олексій Анатолійович — радянський поет і художник-карикатурист
- Еріх Кестнер — німецький письменник
- Львов Георгій Євгенович — російський політик
- Модерзон-Беккер Паула — німецька художниця
- Мюнх Герхарт — німецький композитор
- Йозеф Шуберт — німецький композитор
- Ганс Остер — німецький військовий діяч
- Патон Євген Оскарович — український вчений зварювання та містобудування
- Герхард Ріхтер — німецький художник, скульптор та фотограф
- Столипін Петро Аркадійович — російський політик
- Ян Гоффман — німецький фігурист
- Гельмут Шен — німецький футболіст і тренер
- Карін Енке   — німецька спортсменка
- Роберт Сьодмак (1900— 1973) — німецький і американський кінорежисер.